# Direction de la surveillance du territoire
La Direction de la surveillance du territoire - DST è stato il servizio di intelligence nazionale civile della Francia dal 1944 al 2008 ed è stato subordinato al ministro dell'interno. L'ultima base giuridica è stata un'ordinanza del 1982.
Il 1º luglio 2008 è stata fusa con la Direction centrale des renseignements généraux (DCRG, RG) per formare la nuova Direction centrale du renseignement intérieur (DCRI).

## Storia
La DST è stata creata nel 1955 dalla separazione organizzativa del BCRA nella DST e del SDECE sotto il governo de Gaulle. Il personale era composto principalmente da ex dipendenti della ST, del BCRA e di parti della Resistenza.
Una particolarità erano le operazioni della DST in Gran Bretagna, soprattutto a Londra, che non erano dirette contro l'Inghilterra, ma contro gli islamisti che vi lavoravano a lungo. Il soprannome di Londra nella DST era Londistan perché si credeva che gli inglesi fossero esclusivamente fissati sull'IRA e quindi chiudessero un occhio sui predicatori islamici dell'odio.
L'ultimo direttore della DST, Bernard Squarcini, è anche direttore dell'organizzazione successore DCRI.

## Funzioni
- Controspionaggio
- Antiterrorismo
- Contrasto alla criminalità organizzata
- Lotta al commercio illegale di armi
- Difesa contro lo spionaggio industriale (La DST aveva uffici in 22 regioni della Francia che consigliano le aziende francesi contro lo spionaggio industriale).

## Organizzazione
La DST era strutturata a livello regionale e aveva cinque dipartimenti principali a Parigi e sette direzioni regionali a Lilla, Rennes, Bordeaux, Marsiglia, Lione, Metz e Tours, oltre a quattro avamposti dell'ora legale in Guyana, Riunione e Nuova Caledonia.

## Direttori della DST
- Roger Wybot (1944–1959)
- Gabriel Eriau (1959–1961)
- Daniel Doustin (1961–1964)
- Tony Roche (1964–1967)
- Jean Rochet (1967–1972)
- Henri Biard (1972–1974)
- Jacques Chartron (1974–1975)
- Marcel Chalet (novembre 1975 – novembre 1982)
- Yves Bonnet (1982–1985)
- Rémy Pautrat (agosto 1985 – aprile 1986)
- Bernard Gérard (aprile 1986 – maggio 1990)
- Jacques Fournet (23 maggio 1990 – 5 ottobre 1993)
- Philippe Parant (6 ottobre 1993 – 1997)
- Jean-Jacques Pascal (1997–2002)
- Pierre de Bousquet de Florian (2002–2007)
- Bernard Squarcini (giugno 2007 – luglio 2008)